# Germán Becker
Germán Becker (* 8. Juni 1927 in Santiago de Chile; † 26. Juli 2017) war ein chilenischer Regisseur.
Becker begann seine Laufbahn als Schauspieler, später als Regisseur am Teatro de Ensayo der Universidad Católica. Bekannt wurde er als Organisator von Massenveranstaltungen der Fans des Fußballclubs der Universidad Católica, großen Shows vor den Fußballspielen, die Elemente aus den Bereichen der Musik und des Theaters, humoristische Sketche, pyrotechnische Effekte und vieles mehr vereinten. Er wurde Vertrauter von Eduardo Frei Montalva und trug mit den von ihm organisierten Massenzügen von Jugendlichen zur Landeshauptstadt zu dessen Erfolg bei den Präsidentschaftswahlen 1964 bei.
1967 produzierte er im chilenischen Fernsehen die Sendereihe Ayúdeme usted, compadre, an der sich prominente Sänger, Musikgruppen und Schauspieler beteiligten. Er setzte die Sendung im Folgejahr in einen Kinofilm um, der sehr kontrovers beurteilt wurde, jedoch Erfolg beim Kinopublikum hatte. Er versuchte vergeblich, mit zwei weiteren Filmen an diesen Erfolg anzuknüpfen und wandte sich danach vorwiegend der Werbung zu, wobei er eng mit der Regierung von Augusto Pinochet zusammenarbeitete.